# Seznam medailistů na halovém mistrovství Evropy v běhu na 60 m
Běh na 60 metrů je do programu halového mistrovství Evropy zařazen od prvních ročníků šampionátu. V sedmdesátých letech mezi muži dominoval Valerij Borzov, v pozdějších letech především britští sprinteři tmavé pleti.

## Muži
| Rok      | Místo         | Zlato              | Výkon vítěze | Stříbro                    | Bronz                          |
| -------- | ------------- | ------------------ | ------------ | -------------------------- | ------------------------------ |
| HME 1970 | Vídeň         | Valerij Borzov     | 6,7          | Zenon Nowosz               | Jarkko Tapola                  |
| HME 1971 | Sofie         | Valerij Borzov     | 6,6          | Jobst Hirscht              | Manfred Kokot                  |
| HME 1972 | Grenoble      | běh na 50 m viz    |              |                            |                                |
| HME 1973 | Rotterdam     | Zenon Nowosz       | 6,64         | Manfred Kokot              | Raimo Vilen                    |
| HME 1974 | Göteborg      | Valerij Borzov     | 6,58         | Manfred Kokot              | Aleksander Korneliuk           |
| HME 1975 | Katovice      | Valerij Borzov     | 6,59         | Aleksander Aksinin         | Zenon Licznerski               |
| HME 1976 | Mnichov       | Valerij Borzov     | 6,58         | Vassilios Papageorgopoulos | Petar Petrov                   |
| HME 1977 | San Sebastián | Valerij Borzov     | 6,59         | Christer Garpenborg        | Marian Woronin                 |
| HME 1978 | Milán         | Nikolaj Kolesnikov | 6,64         | Petar Petrov               | Aleksander Aksinin             |
| HME 1979 | Vídeň         | Marian Woronin     | 6,57         | Leszek Dunecki             | Petar Petrov                   |
| HME 1980 | Sindelfingen  | Marian Woronin     | 6,62         | Christian Haas             | Aleksander Aksinin             |
| HME 1981 | Grenoble      | běh na 50 m viz    |              |                            |                                |
| HME 1982 | Milán         | Marian Woronin     | 6,61         | Valentin Atanasov          | Bernard Petitbois              |
| HME 1983 | Budapešť      | Stefano Tilli      | 6,63         | Christian Haas             | Valentin Atanasov              |
| HME 1984 | Göteborg      | Christian Haas     | 6,68         | Antonio Ullo               | Ronald Desruelles              |
| HME 1985 | Pireus        | Michael McFarlane  | 6,61         | Antoine Richard            | Ronald Desruelles              |
| HME 1986 | Madrid        | Ronald Desruelles  | 6,61         | Steffen Bringmann          | Bruno Marie-Rose               |
| HME 1987 | Liévin        | Marian Woronin     | 6,51         | Pierfrancesco Pavoni       | František Ptáčník Antonio Ullo |
| HME 1988 | Budapešť      | Linford Christie   | 6,57         | Ronald Desruelles          | Valentin Atanasov              |
| HME 1989 | Haag          | Andreas Berger     | 6,56         | Matthias Schlicht          | Michael Rosswess               |
| HME 1990 | Glasgow       | Linford Christie   | 6,56         | Pierfrancesco Pavoni       | Jiří Valík                     |
| HME 1992 | Janov         | Jason Livingston   | 6,53         | Vitalij Savin              | Michael Rosswess               |
| HME 1994 | Paříž         | Colin Jackson      | 6,49         | Alexandros Terzian         | Michael Rosswess               |
| HME 1996 | Stockholm     | Marc Blume         | 6,62         | Jason John                 | Peter Karlsson                 |
| HME 1998 | Valencie      | Angelos Pavlakakis | 6,55         | Jason Gardener             | Stéphane Cali                  |
| HME 2000 | Gent          | Jason Gardener     | 6,49         | Georgios Theodoridis       | Angelos Pavlakakis             |
| HME 2002 | Vídeň         | Jason Gardener     | 6,49         | Mark Lewis-Francis         | Anatolij Dowgał                |
| HME 2005 | Madrid        | Jason Gardener     | 6,55         | Ronald Pognon              | Konstantin Wasiukow            |
| HME 2007 | Birmingham    | Jason Gardener     | 6,51         | Craig Pickering            | Ronald Pognon                  |
| HME 2009 | Turín         | Dwain Chambers     | 6,46 RHME    | Fabio Cerutti              | Emanuele Di Gregorio           |
| HME 2011 | Paříž         | Francis Obikwelu   | 6,53         | Dwain Chambers             | Christophe Lemaitre            |
| HME 2013 | Göteborg      | Jimmy Vicaut       | 6,48         | James Dasaolu              | Michael Tumi                   |
| HME 2015 | Praha         | Richard Kilty      | 6,51         | Christian Blum             | Julian Reus                    |
| HME 2017 | Bělehrad      | Richard Kilty      | 6,54         | Ján Volko                  | Austin Hamilton                |
| HME 2019 | Glasgow       | Ján Volko          | 6,60         | Emre Zafer Barnes          | Joris van Gool                 |
| HME 2021 | Toruň         | Marcell Jacobs     | 6,47         | Kevin Kranz                | Ján Volko                      |
| HME 2023 | Istanbul      | Samuele Ceccarelli | 6,48         | Marcell Jacobs             | Henrik Larsson                 |
| HME 2025 | Apeldoorn     | Jeremiah Azu       | 6,49         | Henrik Larsson             | Andrew Robertson               |

## Ženy
| Rok      | Místo         | Zlato                 | Výkon vítěze | Stříbro                | Bronz                     |
| -------- | ------------- | --------------------- | ------------ | ---------------------- | ------------------------- |
| HME 1970 | Vídeň         | Renate Meissnerová    | 7,4          | Sylviane Telliezová    | Wilma van den Bergová     |
| HME 1971 | Sofie         | Renate Stecherová     | 7,3          | Sylviane Telliezová    | Annegret Irrgangová       |
| HME 1972 | Grenoble      | běh na 50 m viz       |              |                        |                           |
| HME 1973 | Rotterdam     | Annegret Richterová   | 7,27         | Petra Vogtová          | Sylviane Telliezová       |
| HME 1974 | Göteborg      | Renate Stecherová     | 7,16         | Andrea Lynchová        | Irena Szewińská           |
| HME 1975 | Katovice      | Andrea Lynchová       | 7,17         | Monika Meyerová        | Irena Szewińská           |
| HME 1976 | Mnichov       | Linda Haglundová      | 7,24         | Sonia Lannamanová      | Elvira Possekelová        |
| HME 1977 | San Sebastián | Marlies Olsnerová     | 7,17         | Ludmila Storožkovová   | Rita Bottiglieriová       |
| HME 1978 | Milán         | Marlies Olsnerová     | 7,12         | Linda Haglundová       | Ludmila Storožkovová      |
| HME 1979 | Vídeň         | Marlies Olsnerová     | 7,16         | Marita Kochová         | Ludmila Storožkovová      |
| HME 1980 | Sindelfingen  | Sofka Popovová        | 7,11         | Linda Haglundová       | Ljudmila Kondraťjevová    |
| HME 1981 | Grenoble      | běh na 50 m viz       |              |                        |                           |
| HME 1982 | Milán         | Marlies Göhrová       | 7,11         | Sofka Popovová         | Wendy Hoyteová            |
| HME 1983 | Budapešť      | Marlies Göhrová       | 7,09         | Silke Gladischová      | Marisa Masullová          |
| HME 1984 | Göteborg      | Beverley Kinchová     | 7,16         | Anelia Nunevaová       | Nelli Coomanová           |
| HME 1985 | Pireus        | Nelli Coomanová       | 7,10         | Marlies Göhrová        | Heather Oakesová          |
| HME 1986 | Madrid        | Nelli Coomanová       | 7,00 - RHME  | Marlies Göhrová        | Silke Gladischová         |
| HME 1987 | Liévin        | Nelli Coomanová       | 7,01         | Anelia Nunevaová       | Marlies Göhrová           |
| HME 1988 | Budapešť      | Nelli Coomanová       | 7,04         | Silke Gladischová      | Marlies Göhrová           |
| HME 1989 | Haag          | Nelli Coomanová       | 7,15         | Laurence Bilyová       | Sisko Hanhijokiová        |
| HME 1990 | Glasgow       | Ulrike Sarvariová     | 7,10         | Laurence Bilyová       | Nelli Coomanová           |
| HME 1992 | Janov         | Žanna Tarnopolská     | 7,24         | Anelia Nunevaová       | Naděžda Roščupkinová      |
| HME 1994 | Paříž         | Nelli Coomanová       | 7,17         | Melanie Paschkeová     | Patricia Girardová        |
| HME 1996 | Stockholm     | Ekaterini Thanouová   | 7,15         | Odiah Sidibéová        | Jerneja Percová           |
| HME 1998 | Valencie      | Melanie Paschkeová    | 7,14         | Frédérique Bangué      | Odiah Sidibéová           |
| HME 2000 | Gent          | Ekaterini Thanouová   | 7,05         | Petja Pendarevová      | Iryna Puchová             |
| HME 2002 | Vídeň         | Kim Gevaertová        | 7,16         | Marina Kislovová       | Georgia Kokloniová        |
| HME 2005 | Madrid        | Kim Gevaertová        | 7,16         | Georgia Kokloniová     | Maria Karastamatiová      |
| HME 2007 | Birmingham    | Kim Gevaertová        | 7,12         | Jevgenija Poljakovová  | Daria Onyśková            |
| HME 2009 | Turín         | Jevgenija Poljakovová | 7,18         | Ezinne Okparaebová     | Verena Sailerová          |
| HME 2011 | Paříž         | Olesja Povchová       | 7,13         | Marija Rjemjeňová      | Ezinne Okparaebová        |
| HME 2013 | Göteborg      | Marija Rjemjeňová     | 7,10         | Myriam Soumaréová      | Ivet Lalovová             |
| HME 2015 | Praha         | Dafne Schippersová    | 7,05         | Dina Asherová-Smithová | Verena Sailerová          |
| HME 2017 | Bělehrad      | Asha Philipová        | 7,06         | Olesja Povchová        | Ewa Swobodová             |
| HME 2019 | Glasgow       | Ewa Swobodová         | 7,09         | Dafne Schippersová     | Asha Philipová            |
| HME 2021 | Toruň         | Ajla Del Ponteová     | 7,03         | Lotta Kemppinenová     | Jamile Samuelová          |
| HME 2023 | Istanbul      | Mujinga Kambundjiová  | 7,00         | Ewa Swobodová          | Daryll Neitaová           |
| HME 2025 | Apeldoorn     | Zaynab Dossová        | 7,01         | Mujinga Kambundjiová   | Patrizia van der Wekenová |